# Presidential Towers
Presidential Towers es un complejo residencial compuesto por cuatro rascacielos. Fue construido en 1986 en Chicago, Illinois en 555 West Madison. La parcela de las torres está situada entre las calles Madison Street, Monroe Street, Clinton Street y Desplaines Steet.
El complejo está compuesto por cuatro torres residenciales de 49 plantas. Cuenta con 2346 viviendas, 1162 plazas de aparcamiento y 12,559.8 metros cuadrados de locales comerciales en su parte inferior.
Las Presidential Towers alojan la competición anual "Fight for Air Climb" de subida de escaleras desde 2009 y le fue otorgado en 2014 el Impact Award por la American Lung Association of Greater Chicago.